# Cichlasoma conchitae
Cichlasoma conchitae är en fiskart som beskrevs av Hubbs, 1936. Cichlasoma conchitae ingår i släktet Cichlasoma och familjen Cichlidae. Inga underarter finns listade i Catalogue of Life.